# Aiemea monticola
Aiemea monticola är en stekelart som beskrevs av Boucek 1988. Aiemea monticola ingår i släktet Aiemea och familjen puppglanssteklar.
Artens utbredningsområde är Papua Nya Guinea. Inga underarter finns listade i Catalogue of Life.